# Grupo Desportivo União Ericeirense
O Grupo Desportivo União Ericeirense é um clube desportivo português, com sede na vila e freguesia de Ericeira, município de Mafra, distrito de Lisboa. Foi fundado em 1941 a partir da fusão entre a Sociedade União Ericeirense (fundada em 1921) e o Grupo Desportivo Ericeirense.
O Ericeirense joga no Campo Henrique Tomás Frade, assim nomeado em homenagem ao famoso jogador da região. O campo tem capacidade para 400 pessoas no total.
Foi diversas vezes campeão distrital da Associação de Futebol de Lisboa. Já derrotaram o Mafrense, eterno rival. Foi Campeão da Divisão de Horna da AFL na temporada 2017/18.

## Modalidades
- Futebol
- Patinagem Artística
- Rugby
- Campismo

## Marca do equipamento
Macron

## Patrocínio
O Ericeirense tem vários patrocinadores, incluindo a ERA, o Intermarché, os restaurantes Pedra Dura, Papa-Pão e Prim.

## Jogadores Míticos do Ericeirense
- António Mina "Tiné”
- Rui Ribas
- Laurent Duarte
- Pedro Batalha
- Marian Negurita
- Eurico Esteves
- Marinho
- Humberto
- Dinis
- Semedo
- Cabul
- Diogo Muller
- João Martins
- Guilherme Castelhano
- Zé da Tasquinha "Tascas"
- Gonçalo Camilo
- Nuno Montrond
- Diogo Esteves
- Rodrigo Antunes
- Diogo Gonçalves
- João Raposo
- Sebastião Dray
- Nuno Piloto
- Eduardo Carramona
- Guilherme Gregório
- João Joana
- Mateus Nunes